# Shota Iwata
Shota Iwata (岩田 正太 Iwata Shota?, nacido el 17 de junio de 1988 en Chiba) es un exfutbolista japonés. Jugaba de delantero y su último club fue el Thespa Kusatsu de Japón.

## Trayectoria

### Clubes
| Club           | País  | Año         |
| -------------- | ----- | ----------- |
| Thespa Kusatsu | Japón | 2007 - 2008 |
| Ohara JaSRA    | Japón | 2007        |